# Діалекти російської мови

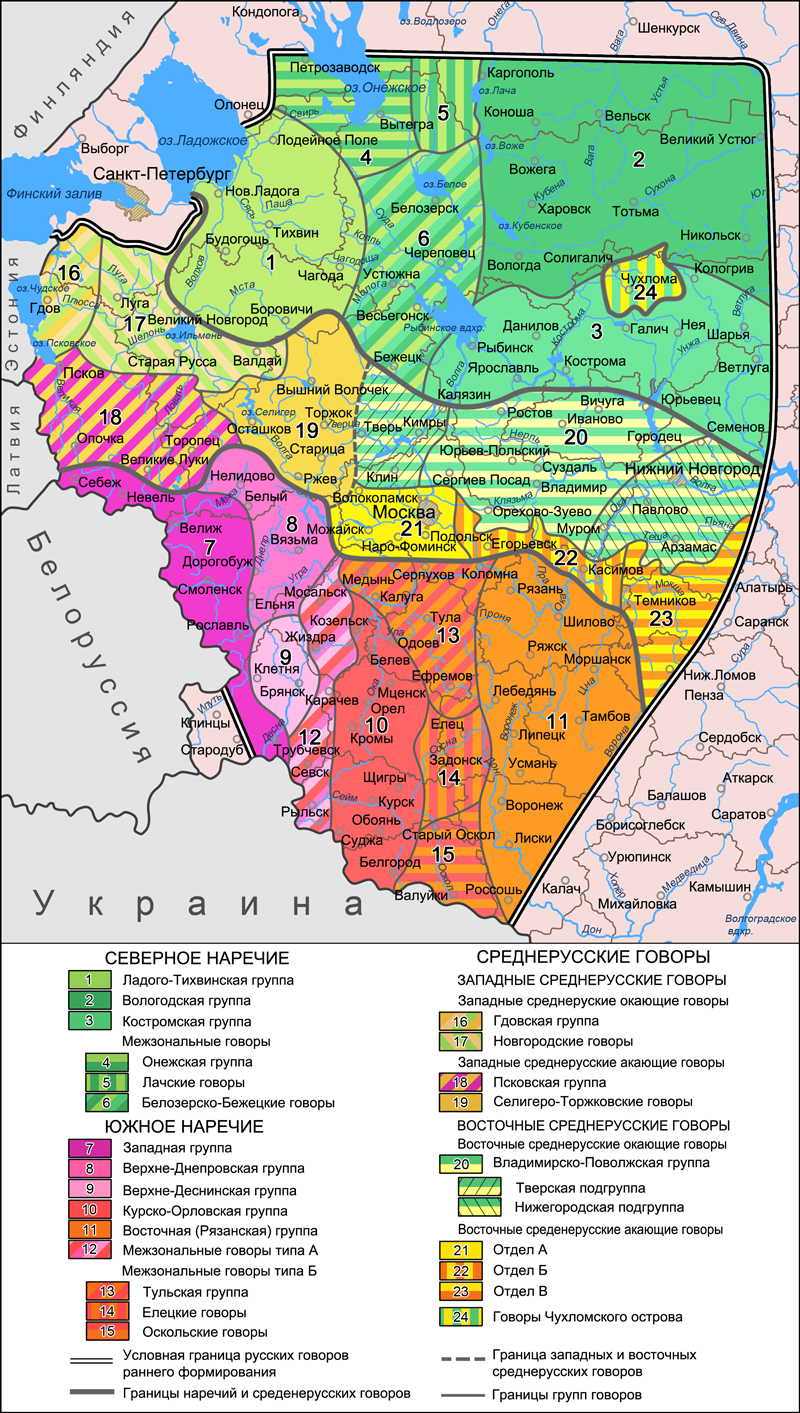
Діалекти російської мови на території первинного формування.
Основою мапи є Діалектологічна карта, складена К. Ф. Захаровою і В. Г. Орловою і вперше опублікована в роботі «Російська діалектологія» під редакцією Р. І. Аванесова і В. Г. Орлової в 1965 році

Діалекти російської мови — територіальні різновиди російської мови, що об'єднуються в традиціях російської діалектології у дві основні великі діалектні величини — наріччя, між якими розташована область перехідних говірок (середньоросійські говірки). Наріччя та перехідні говірки включають до свого складу групи говірок (рідше виділяються підгрупи говірок). Як величини другого, додаткового діалектного членування території поширення російської мови в цілому, грає допоміжну роль, виділяються діалектні зони.

## Говори раннього і пізнього формування
В діалектології розрізняють територію споконвічного великоросійського заселення (великоруська область поширення російської мови на XV століття), не включає Поволжя, Урал, Сибір, Північний Кавказ, з одного боку, і область пізнішого російського заселення, з іншого боку. У межах території споконвічного заселення ще в XV ст. склалися два великих угруповання говорів — північне наріччя та південне наріччя, що характеризуються рядом чітких ізоглос, а також проміжні середньоросійські говірки. Для території пізнього формування (азійська частина РФ, Поволжжя, Кавказ) характерна відсутність чіткого розподілу діалектних зон, строкатість невеликих ареалів, висхідних до мови переселенців з різних регіонів, а також риси, що відображають змішування різних діалектів.

## Області розповсюдження діалектів і середньоруських говірок

Діалектологічна карта 1914 року

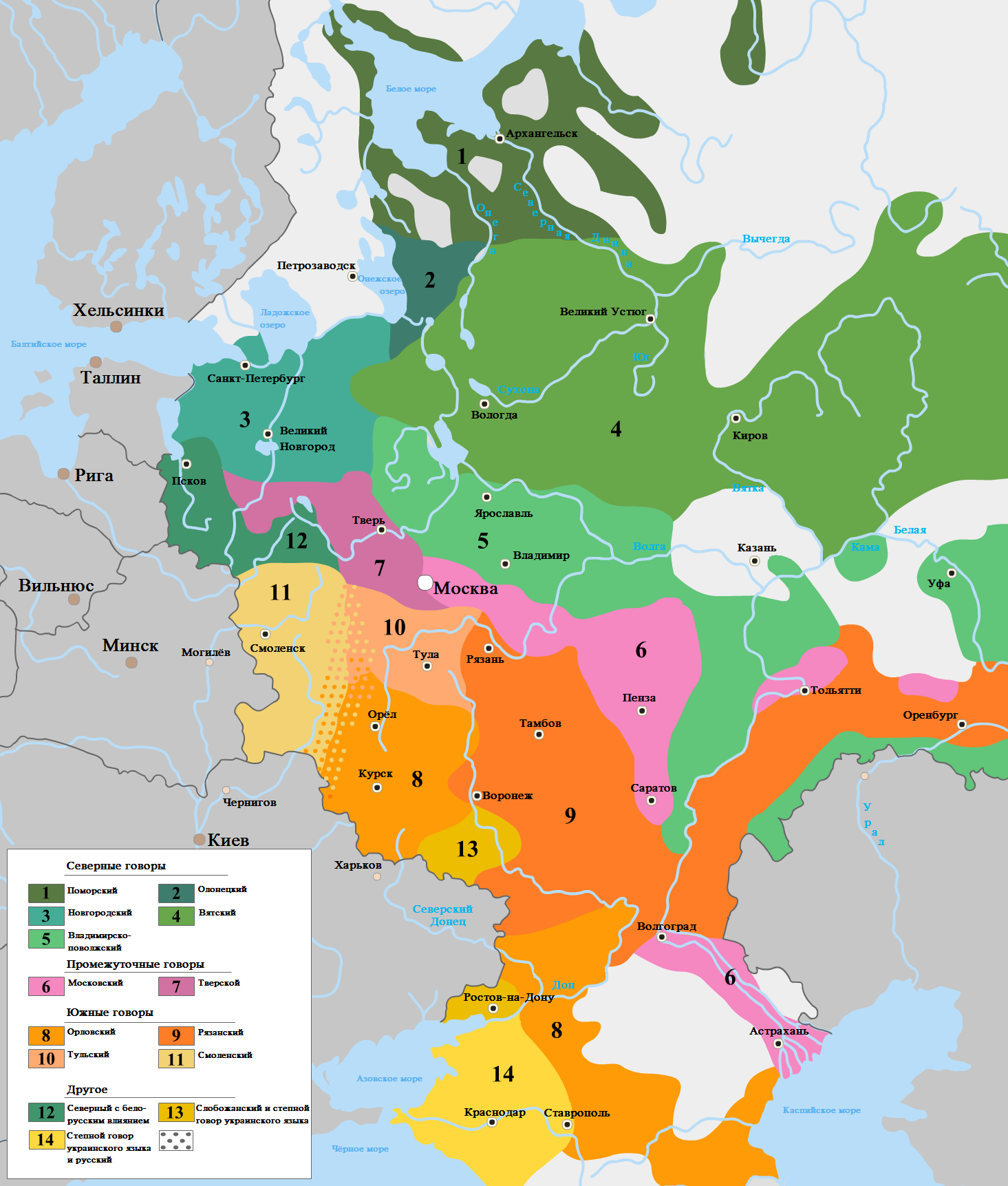
Області розповсюдження говорів.
Дана карта створена на основі діалектологічної карти 1915 року, обмежені територією Росії з рядом змін

Територія середньоросійських говірок — Псковська, Тверська, Московська, Владимирська, Івановська, Нижньогородська області. Північніше цього поясу — зона північного наріччя, на південь — відповідно, південного.

## Класифікація російських діалектів
У межах цих трьох головних груп (двох наріч та середньоросійських говірок) виділяються групи і підгрупи говірок:
- північне наріччя: ладого-тихвінська, вологодська, костромська;
- середньоросійські говірки: гдовська, псковська, владимирсько-поволзька;
- південне наріччя: курсько-орловська, рязанська.

Середньоросійські говірки, насамперед московський говір, лягли в основу літературної російської мови.

## Сучасне становище
Ступінь діалектних відмінностей не перешкоджає взаєморозумінню носіїв. У XX столітті набуває широкого розвитку освіта та ЗМІ, а масштабна міграція населення сприяла різкому скороченню носіїв традиційних говірок; зараз це в основному сільські жителі старшого покоління. У промові міського населення різних регіонів Росії є незначні відмінності, головним чином лексичного, почасти також фонетичного характеру, іноді опосередковано (через просторіччя) пов'язані з традиційними говорами даного регіону.